# Bruce McCandless II
Pour les articles homonymes, voir McCandless.
Bruce McCandless II est un astronaute américain né le 8 juin 1937 à Boston et mort le 21 décembre 2017 à Los Angeles. C'est la première personne à avoir effectué le 7 février 1984 une sortie extravéhiculaire complètement autonome, sans être attaché.

## Biographie

### Cursus universitaire
Bruce McCandless II est le fils de Bruce McCandless I (1911-1968) et le petit-fils de Willis W. Bradley (1884-1954), deux héros de guerre décorés. Il est diplômé de Woodrow Wilson Senior High School (en), Long Beach, en Californie. Son père ayant reçu la Medal of Honor, Bruce est admissible dans une académie militaire.
Bruce McCandless est titulaire d'un baccalauréat en sciences (BSc) de l'Académie navale d'Annapolis (Maryland) en 1958, d'une maîtrise universitaire ès sciences (MSc) en ingénierie électrique de l'Université Stanford en 1965 et d'un master en administration des affaires (MBA) de l'Université de Houston–Clear Lake (en) en 1987.

### Carrière militaire
Sorti second de sa promotion à l'Académie navale d'Annapolis en 1958, avec John McCain et John Poindexter, Bruce McCandless s'entraîne au pilotage sur les bases Naval Air Station Pensacola (Floride) et Naval Air Station Kingsville (Texas) et reçoit ses ailes de pilote en 1960. Il est alors affecté au 102e escadron de combat de décembre 1960 à février 1964. Il sert sur les porte-avions USS Forrestal et USS Enterprise, vole sur F-6A Skyray et F-4B Phantom II et participe au blocus de Cuba, décrété en février 1962. En 1964, il est instructeur de vol aux instruments au sein du 43e escadron d'attaque d'Apollo Soucek Field à la Naval Air Station Oceana (Virginie) puis suit un master en ingénierie électrique au sein du Corps de formation des officiers de la réserve navale à l'Université Stanford.
Formé au pilotage de nombreux avions (T-33B Shooting Star, T-38A Talon, F-4B Phantom II, F-6A Skyray, F-11 Tiger, TF-9J Cougar, T-1 Seastar et T-34B Mentor) et de l'hélicoptère Bell 47G, Bruce McCandless compte plus de 5 200 heures de vol, dont 5 000 à bord d'avions à réaction.

### Carrière d'astronaute
En avril 1966, McCandless est sélectionné par la NASA pour intégrer son 5e groupe d'astronautes. Âgé de 28 ans, il est le plus jeune de sa promotion. Trois ans plus tard, il sert comme officier de communication (capcom) lors des missions lunaires Apollo 10 et 11 puis en 1971 lors du vol 14. Membre de l'équipage de soutien de cette mission, il aurait pu être pilote de la première occupation du laboratoire orbital américain Skylab si les vols Apollo 18 à 20 avaient été maintenus. Dans la réorganisation qui suit l'arrêt prématuré du programme lunaire, il est seulement désigné comme doublure de Paul J. Weitz (1932-2017), pilote du premier équipage de Skylab en mai-juin 1973 (mission SL-2) puis est à nouveau capcom lors des missions Skylab 3 (juillet-septembre 1973) et Skylab 4 (novembre 1973-février 1974).

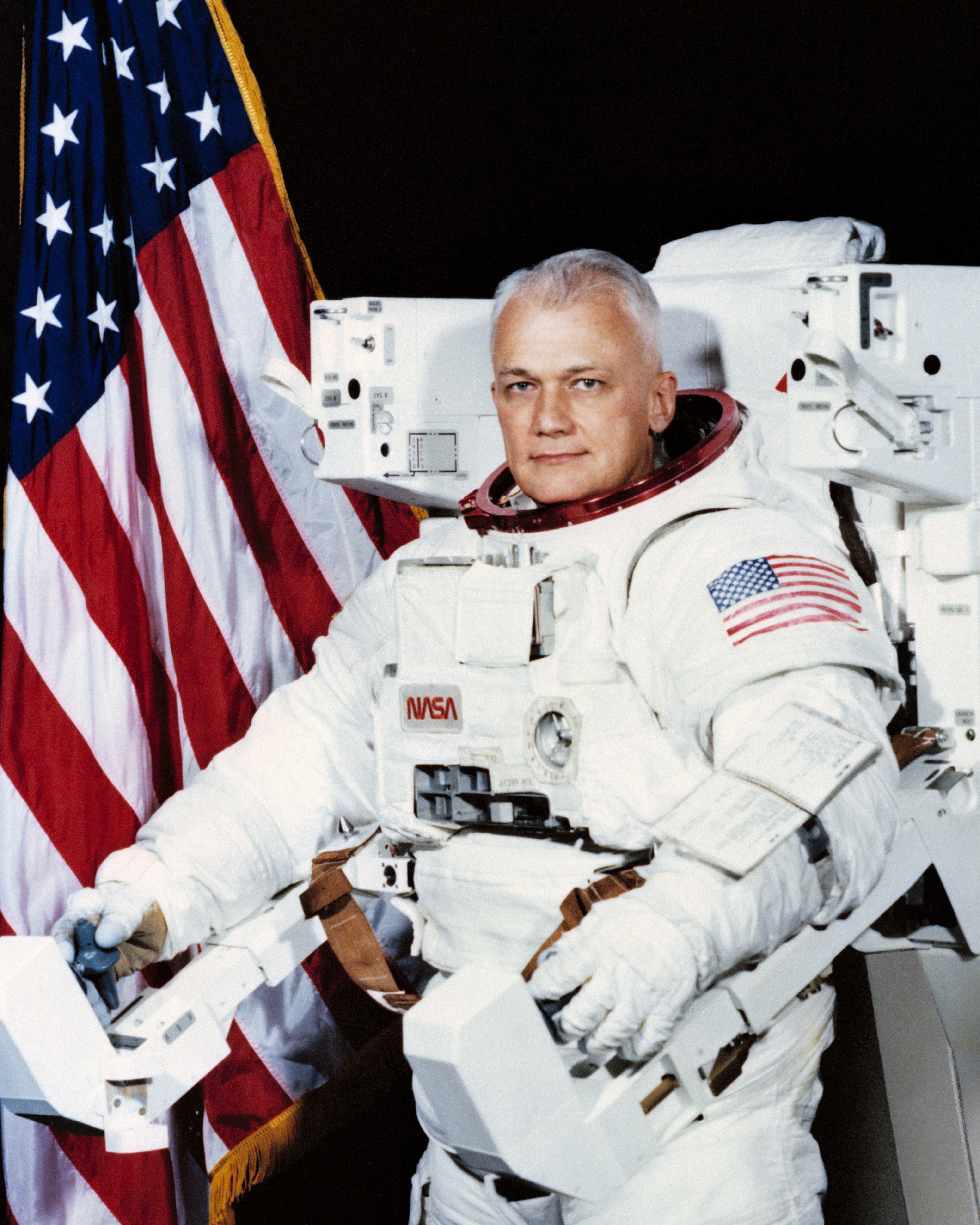
Portrait officiel le 2 septembre 1982 avec un Manned Maneuvering Unit (MMU).

Dans le cadre du programme Skylab, Bruce McCandless participe activement à la conception de l'expérience M-509, un système de propulsion dorsal destiné à faciliter le déplacement des astronautes dans le vide : l'AMU (Astronaut Maneuvering Unit). Les travaux se poursuivent avec l'arrivée de la navette et déboucheront sur la mise au point du « fauteuil spatial » Manned Maneuvering Unit (MMU). Bruce McCandless travaille également à la définition de matériel et de procédures pour les étages Inertial Upper Stage (IUS) des satellites lancés depuis la navette spatiale américaine et est impliqué dans plusieurs projets du programme navette : le télescope spatial Hubble, la mission de réparation du satellite Solar Maximum Mission et le programme de station spatiale.
Du 3 au 11 février 1984 (soit près de 18 ans après sa sélection), Bruce McCandless (alors âgé de 46 ans) connaît enfin son baptême de l'espace, participant à la fameuse mission STS-41B. Lors d'une sortie extravéhiculaire historique le 7 février, il utilise pour la première fois le MMU dans le vide spatial, devenant alors le premier « homme-satellite ».
Du 24 au 29 avril 1990, Bruce McCandless effectue son second séjour autour de la Terre, à l'occasion de la mission STS-31 de la navette Discovery. L'objectif principal est le déploiement du télescope spatial Hubble.
En août 1990, Bruce McCandless quitte l'armée et la NASA pour devenir consultant dans le domaine aérospatial. Il se base à Houston. Il a notamment participé à la mise au point des procédures pour les sorties extravéhiculaires lors des missions de réparation et de maintenance du télescope Hubble. Il a également rejoint le comité directeur de la société Martin Marietta à Denver.

### Mort
Bruce McCandless II meurt à son domicile en Californie, le 21 décembre 2017 à l’âge de 80 ans.
Il s'était marié à deux reprises, avec Bernice Doyle, puis Ellen Shields, sa veuve. Il laisse deux enfants Bruce McCandless III et Tracy McCandless, et deux petites-filles.
Camarade de promotion de l'académie navale américaine, le sénateur républicain John McCain déclara à propos de Bruce McCandless à la suite du décès de ce dernier :« La photo emblématique de Bruce planant sans effort dans l'espace a inspiré des générations d'Américains à croire qu'il n'y a pas de limite au potentiel humain. ».

## Hommage
- James Gray lui rend hommage dans le film Ad Astra : scène en travelling dans le couloir des héros de l'espace où il figure aux côtés de H. Clifford McBride, un des protagonistes du film et de Buzz Aldrin.

## Vols réalisés

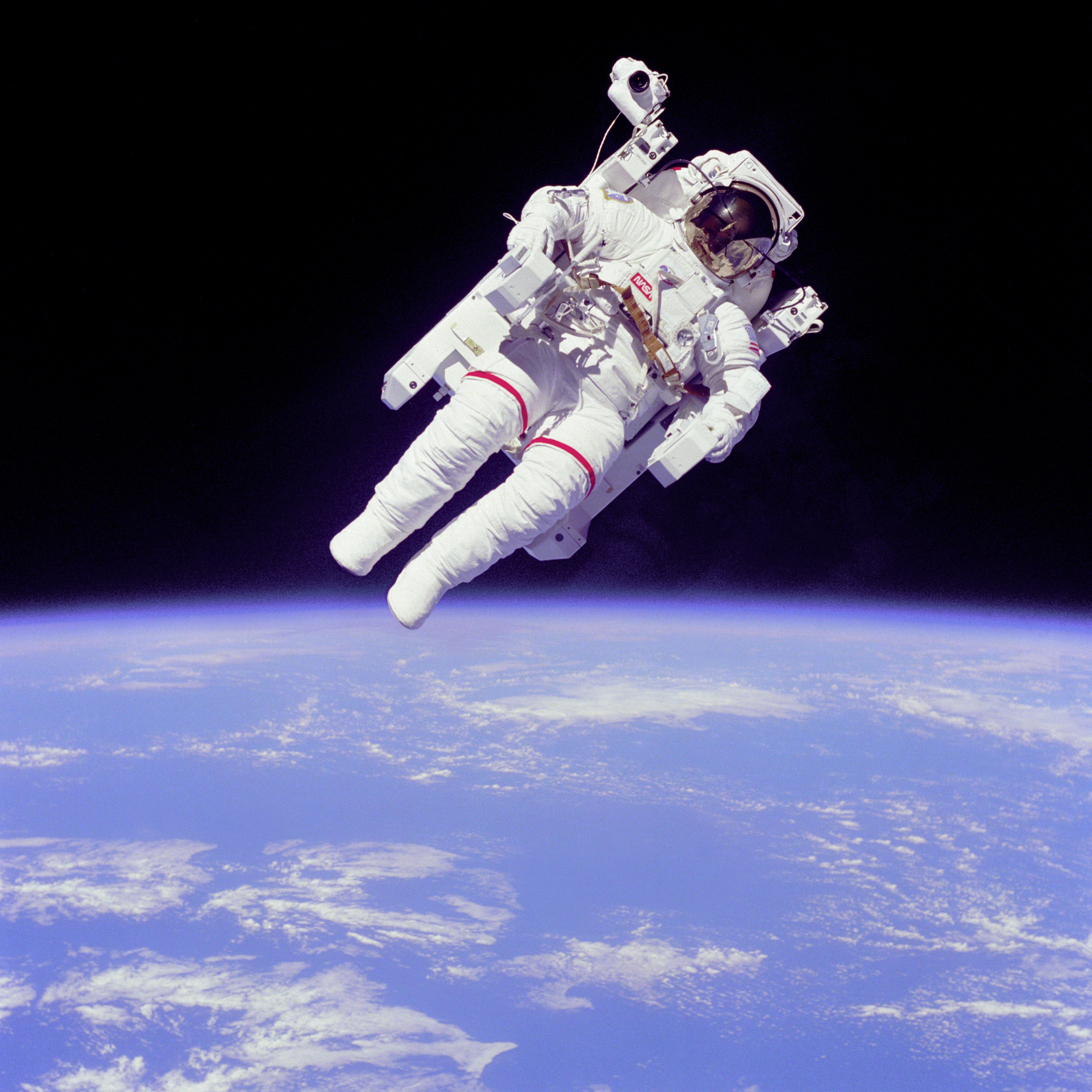
Sortie extravéhiculaire de Bruce McCandless II en 1984.

Bruce McCandless II fut membre de l'équipage de support de la mission Apollo 14, et doublure pour la première mission habitée sur Skylab (Skylab 2).
- 3 février 1984 : Challenger (STS-41-B). Au cours de ce vol, il fut le premier astronaute à réaliser une sortie extravéhiculaire libre, c'est-à-dire sans aucun lien physique le rattachant au vaisseau spatial.
- 24 avril 1990 : Discovery (STS-31)